# Том Джеймс
Том Джеймс  (англ. Tom James, 11 березня 1984) - британський веслувальник, олімпійський чемпіон, чемпіон світу.

## Виступи на Олімпіадах
| Олімпіада   | Дисципліна                        | Місце |
| ----------- | --------------------------------- | ----- |
| Афіни 2004  | вісімка розстібна зі стерновим    | 9     |
| Пекін 2008  | четвірка розстібна без стернового | 1     |
| Лондон 2012 | четвірка розстібна без стернового | 1     |